# جاك إيف كوستو
جاك إيف كوستو (بالفرنسية: Jacques-Yves Cousteau)‏ ـ (11 يونيو 1910 ـ 25 يونيو 1997). كان ضابط بحريّاً ومستكشفاً وعالم بيئة وصانع أفلام وثائقية ومصوّراً ومؤلفاً وباحثاً فرنسياً. كرّس حياته لدراسة البحار والمحيطات وبما فيهما من أشكال الحياة. وقد كان عضوا في أكاديمية اللغة الفرنسية.
توفي عام 1997 بالعاصمة الفرنسية باريس، وراجت العديد من الشائعات، خصوصا في العالم الإسلامي، حول اعتناقه الإسلام.

## سيرته
ولد كوستو في 11 يونيو 1910، في سان أندريه دي كوبزاك، جيروند، فرنسا، والديه هُما دانيال وإليزابيث كوستو. كان لديه أخ واحد يُدعى بيير أنطوان. أكمل كوستو دراساته التحضيرية في كلية ستانيسلاس في باريس. وفي عام 1930 التحق بالمدرسة البحرية وتخرج برتبة ضابط مدفعي. ومع ذلك، تعرض لحادث سيارة أدى إلى كسر ذراعيه، مما أدى إلى إنهاء حياته المهنية في الطيران البحري. أجبر الحادث كوستو على تغيير خططه أن يصبح طيارًا بحريًا، لذلك انغمس في شغفه بالمحيطات.
في تولون، حيث كان يخدم على متن سفينة كوندورسيه، أجرى كوستو تجاربه الأولى تحت الماء، وذلك بفضل صديقه فيليب تايليز الذي أعاره في عام 1936 بعض نظارات فيرنيز للغطس، وهي سلف نظارات السباحة الحديثة. كان كوستو أيضًا عضوًا في خدمة المعلومات التابعة للبحرية الفرنسية، وأُرسل في مهمات إلى شنغهاي واليابان (1935-1938) وإلى الاتحاد السوفييتي (1939).
في 12 يوليو 1937، تزوج من سيمون ملكيور، شريكته في العمل، وأنجب منها ولدين، جان ميشيل (مواليد 1938) وفيليب (1940-1979). شارك أبناؤه في مغامرات كاليبسو. في عام 1991، بعد ستة أشهر من وفاة زوجته سيمون بسبب السرطان، تزوج من فرانسين تريبليت. وانجب منها ابنه تُدعى ديان كوستو (مواليد 1980) وابن، يدعى بيير إيف كوستو (مواليد 1982).
وفي سنة 1943م بدأ نشاطاته كمنتج للأفلام الوثائقية نال جرائها العديد من الجوائز وإزالة الألغام البحرية التي خلفتها الحرب العالمية الأولى والثانية وإنقاذ السفن والغواصات الغارقة، وفي سنة 1950م أستأجر سفينة «كليبسو» وجال بها في البحر المتوسط ثم البحر الأسود وحول العالم ليصدر كتابه «العالم الصامت» Jacques Cousteau على متن الغواصة المتخصصة بالأبحاث والاستكشافات كاليبسو سنة 1959م في ميناء مدينة منهاتن بولاية نيو يورك الأمريكية.
في حين أنه قضى جُلَّ حياته كباحث ومستكشف جموفرلوجي وطبوغرافي وملاح ومرشد جغرافي لم يستثني الأنهار والبحيرات والثروات الطبيعية والآثار والمعادن الثمينة والأحياء النادرة التي تعيش في أعماق المحيطات والكهوف والمغاور الساحلية والصخرية وإنقاذ السفن الغارقة المهملة، كما صنف أبحاثه الخاصة بمصائد الثروة السمكية والكائنات الحية المائية ليصبح رمز في هذا المجال أطلق الحكومة الفرنسية اسمه على أحد شوارع مدينة سانت آندريه الرئيسة تكريما لمجهوداته العلمية والاستكشافية بعد أن وافته المنية هناك سنة 1997م.

## وصلات خارجية
- جاك إيف كوستو على موقع قاعة مشاهير السباحة العالمية (الإنجليزية)
- جاك إيف كوستو على موقع IMDb (الإنجليزية)
- جاك إيف كوستو على موقع الموسوعة البريطانية (الإنجليزية)
- جاك إيف كوستو على موقع مونزينجر (الألمانية)
- جاك إيف كوستو على موقع ألو سيني (الفرنسية)
- جاك إيف كوستو على موقع ميوزك برينز (الإنجليزية)
- جاك إيف كوستو على موقع أول موفي (الإنجليزية)
- جاك إيف كوستو على موقع قاعدة بيانات الأفلام السويدية (السويدية)
- جاك إيف كوستو على موقع إن إن دي بي (الإنجليزية)
- جاك إيف كوستو على موقع ديسكوغز (الإنجليزية)
- جاك إيف كوستو على موقع قاعدة بيانات الفيلم (الإنجليزية)
- مجتمع كوستو